# STS-51-L
STS-51-L – ostatnia misja promu kosmicznego Challenger. 28 stycznia 1986 roku wahadłowiec po upływie 73 sekund od startu uległ zniszczeniu, a siedmioosobowa załoga zginęła, w tym pierwsza nauczycielka w kosmosie Christa McAuliffe. Była to dwudziesta piąta misja programu lotów wahadłowców i dziesiąta Challengera. Ładunkiem, który w ramach tej misji miał zostać wyniesiony na orbitę okołoziemską był satelita TDRS-B, zniszczony wraz z promem.

## Załoga
źródło dla sekcji: 
- Francis Scobee (2)*, dowódca
- Michael Smith (1), pilot
- Ronald McNair (2)
- Ellison Onizuka (2)
- Gregory Jarvis (1)
- Judith Resnik (2)
- Christa Corrigan McAuliffe (1), pierwsza nauczycielka w kosmosie

* (liczba w nawiasie oznacza liczbę lotów odbytych przez każdego z astronautów)
Dublerzy:
- Barbara R. Morgan
- Louis W. Butterworth

## Parametry misji
- Masa
  - startowa orbitera: 121 778 kg
  - lądującego orbitera: 90 584 kg (planowane)
- Perygeum: 285 km (planowane)
- Apogeum: 295 km (planowane)
- Inklinacja: 28,45° (planowana)

## Cel misji
Umieszczenie na orbicie satelity telekomunikacyjnego TDRS-2 (Tracking and Data Relay System).

## Katastrofa
28 stycznia 1986 roku, w 73. sekundzie misji wahadłowiec wraz ze zbiornikiem zewnętrznym rozpadł się na wysokości około 14,5 km. Przyczyną katastrofy było uszkodzenie pierścienia uszczelniającego w prawym silniku wspomagającym, które nastąpiło w pierwszej sekundzie lotu. Na skutek tego uszkodzenia, w efekcie oddziaływania gorących gazów na powstałą nieszczelność, na zewnątrz połączenia, po 59 sekundach lotu pojawił się płomień, który w T+60,447 s odchylił się ku obejmie mocującej rakietę SRB ze zbiornikiem ET. Płomienie o temperaturze 3200 °C wypaliły niewielki otwór w zbiorniku ciekłego wodoru. W 72 sekundzie, po kolei, pękł dolny trzpień łączący SRB z ET, dolna część SRB odsunęła się od ET, SRB złamało prawe skrzydło orbitera, następnie najprawdopodobniej czubek SRB wbił się w górną część ET i przebił zbiornik ciekłego tlenu, pękł zbiornik wodoru. W T+73,2 pomiędzy orbiterem a ET pojawił się błysk ognia, zbiornik ET rozpadł się, a fala uderzeniowa zaczęła niszczyć orbiter. W T+73,36 eksplodowały zbiorniki paliwa OMS i stopnia IUS w ładowni oraz zbiorniki hydrazyny satelity TDRS. W T+73,605 odebrano ostatnie dane telemetryczne. W T+74,60 eksplodowały zbiorniki paliwa RCS z przodu orbitera, odpadła kabina załogi.
Przez 25 sekund od katastrofy kabina jeszcze wznosiła się, a następnie zaczęła spadać i uderzyła o powierzchnię Atlantyku z prędkością 330–333 km/h (przeciążenie około 200 g) o 16:41:58.
Rakiety SRB w tym czasie kontynuowały lot i zostały zdetonowane w T+110 przez oficera bezpieczeństwa ze względu na zagrożenie, jakie stwarzały.

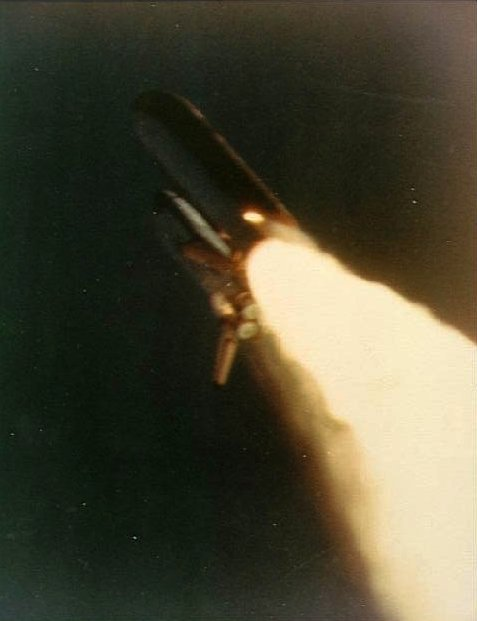
58 sekunda: płomień odchylił się ku obejmie mocującej rakietę SRB ze zbiornikiem ET. Płomienie o temperaturze 3200 °C wypaliły niewielki otwór w zbiorniku ciekłego wodoru.
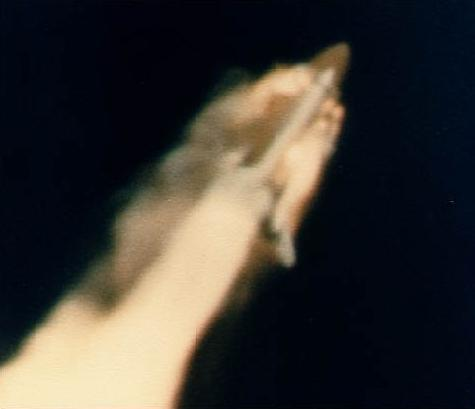
73 sekunda: Challenger rozpada się
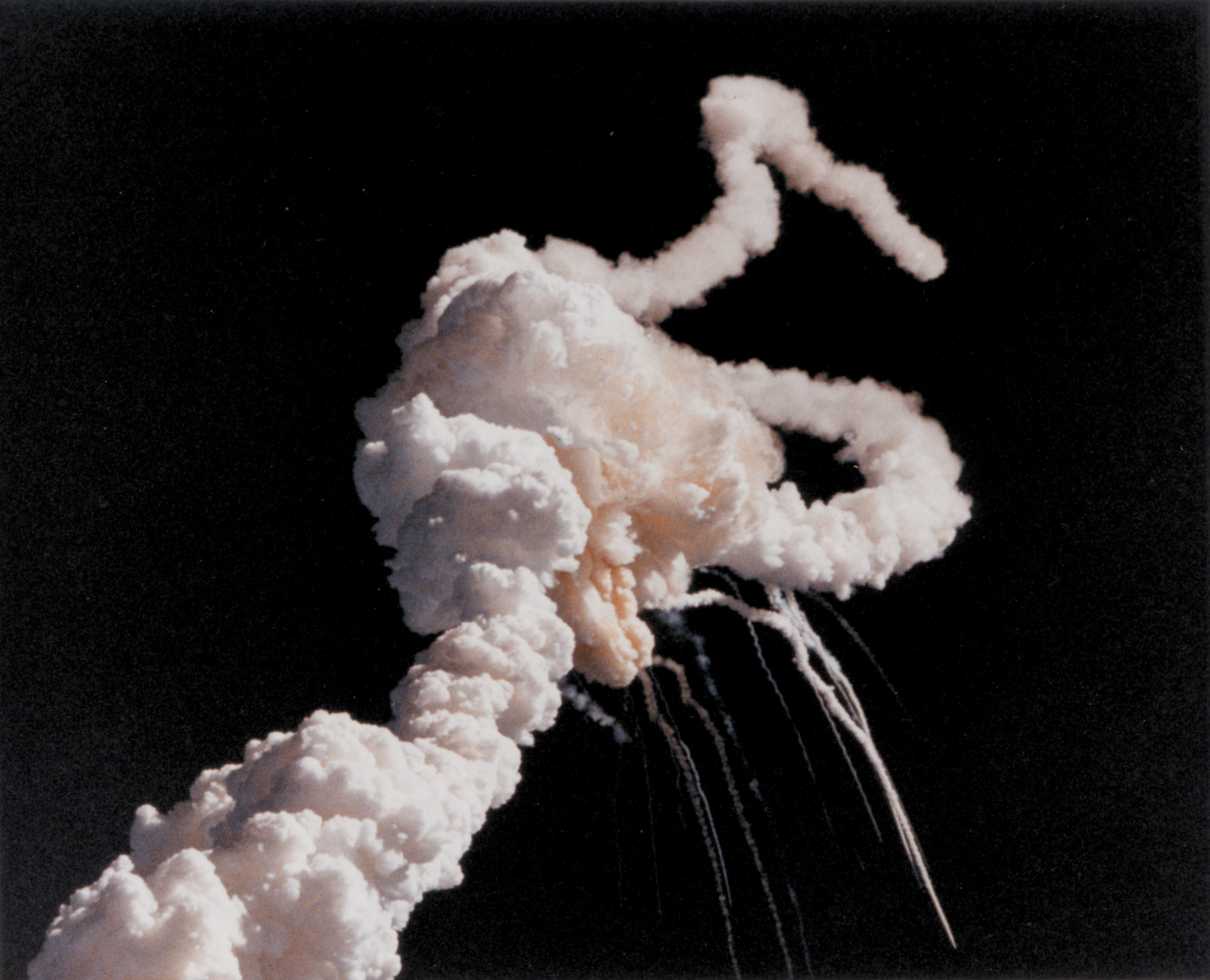
Wahadłowiec w obłoku paliwa i utleniacza
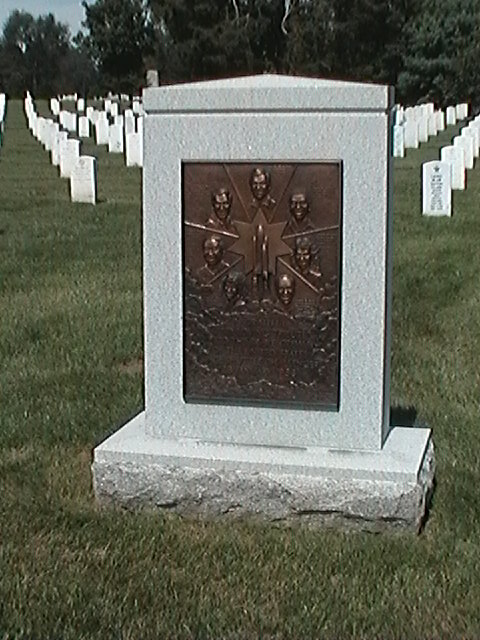
Symboliczny grób członków załogi misji STS-51-L wahadłowca Challenger na Narodowym Cmentarzu w Arlington